# Museu Whitney de Arte Americana
O Whitney Museum of American Art, comumente referido como "Whitney", é um museu de arte contemporânea localizado na cidade de Nova Iorque (Estados Unidos), originalmente fundada em 1931 pela escultora e socialite americana Gertrude Vanderbilt Whitney (1875-1942), que dá nome ao museu. Mudou-se para sua localização atual em 2015 no Meatpacking District. 
Em 1929, Gertrude Vanderbilt Whitney ofereceu-se para dar os cerca de 600 obras que possuía, para o Metropolitan Museum of Art, mas teve sua doação dispensada. Dessa forma estas obras tornaram-se a base do Whitney Museum of American Art. Sua coleção baseava-se principalmente em artistas americanos, cujo trabalho tinha sido desprezado pelos críticos e acadêmicos da época.

A coleção permanente do Whitney compreende mais de 19 mil pinturas, esculturas, desenhos, gravuras, fotografias, filmes, vídeos e, novas mídias por mais de 2 900 artistas.[carece de fontes?] Exposições anuais e a bienal do museu tem sido um local de encontro para os artistas mais jovens e menos conhecidos, que apresentam seus trabalhos no museu.

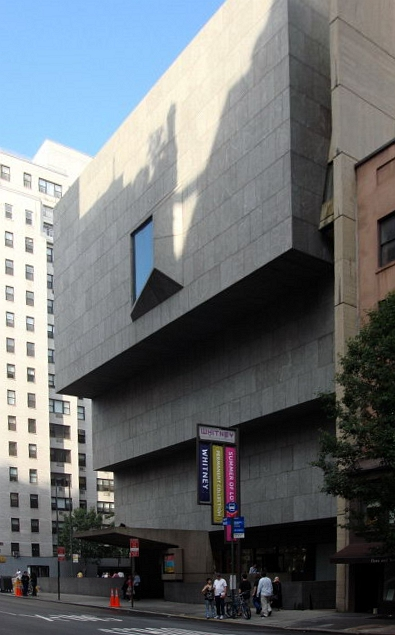
Fachada do prédio com projeto de Marcel Breuer, ocupado pelo Whitney de 1966 a 2014.

De 1966 a 2014, o Whitney esteve localizado na 945 Madison Avenue, no Upper East Side de Manhattan, em prédio projetado por Marcel Breuer e Hamilton P. Smith. O museu fechou em outubro de 2014 para se mudar para seu prédio atual, projetado por Renzo Piano, na 99 Gansevoort Street (Meatpacking District de Manhattan), e inaugurado em 1º de maio de 2015.